# 電信員ミッション
電信員ミッション（電信員伝道団＝Telegraphers Mission Band）は米国を本拠とする日本のミッション、職域伝道団体。電信員たちに対する伝道を特徴とする。

## 沿革
- 1896年、中田重治（当時26歳）はシカゴのムーディー聖書学院に入るために米国へ出発した。中田はグレースメソヂスト監督教会を通してアーネスト・A・キルボン夫妻に出会った。チャールズ・E・カウマンとアーネスト・A・キルボンの本業は電信技師であった。この友好関係は東洋宣教会の種まきとなった。
- 1898年、中田は英国を通って日本に帰国した。ロンドンでジョン・ウエスレーの墓地と英国ホーリネス運動の指導者を訪れた。
- 1899年、中田はメソヂスト教会の説教考査でメソヂスト教会の巡回福音士に任命された。彼はシカゴのカウマンとキルボルンの電信員ミッションから献金と祈りのサポートを受け取った。
- 1900年1月、カウマンは按手を授かる。ホーリネス運動の結実であるピルグリム・ホーリネス教会による最初の按手礼であった。
- 1901年、チャールズとレテー・カウマンが日本に到着した。
- 1902年、アーネスト・A・キルボンが日本に到着し、カウマンとキルボルンのコンビが日本で復活した。彼らは米国で電信員ミッションを創立して活動していた。この運動を訪日当初から引き続いて行ったのが日本における「電信員伝道団」である。他の職域伝道が日本伝道隊系であったのに対し、中田が率いる東洋宣教会のメンバーによって運営されていった。
- 1902年11月、「天よりの電報（Electric Messages）」という月刊誌の発刊をして、電信員に各地で配布。
- 1904年からは東洋宣教会機関紙「焔の舌」に「天よりの電報」が合冊となる。
- 1908年からクリスチャン電信員協会が「電使」を刊行し、1915年まで継続した。

## 人物
- チャールズ・E・カウマン
- アーネスト・A・キルボン
- 車田秋次
- 山崎亭治
- 小原十三司

## 文献
- 『近代日本の民衆キリスト教』（2006年）
- HOLINESS CONFERENCE NORTH AMERICA FACTS ABOUT THE HOLINESS CONFERENCE
- 石井香江 『電信員伝道と「機上論争」―近代日本における電信技術の受容のあり方―』 四天王寺大学紀要 第52号（2011年9月）